# Max Schwimmer

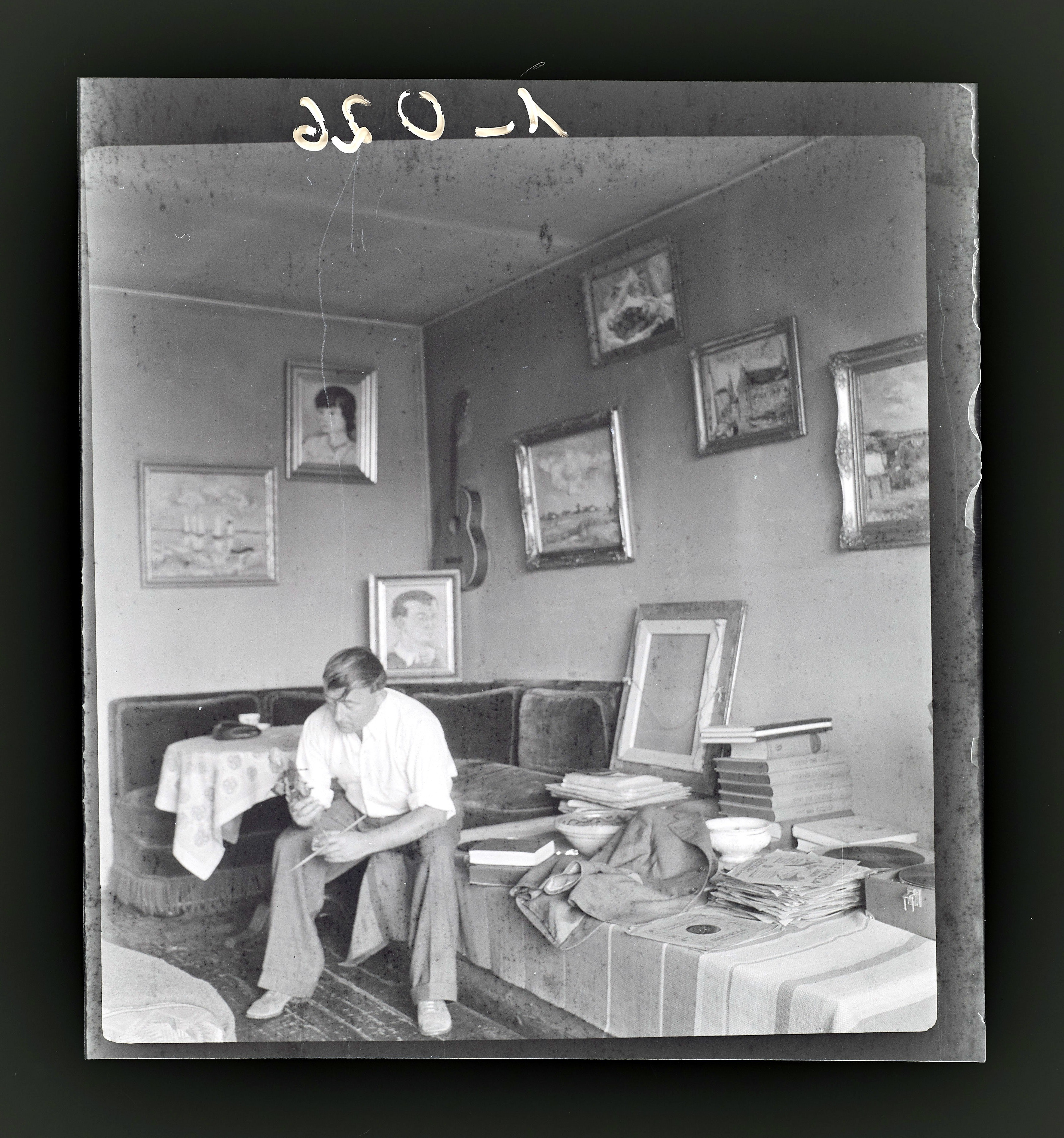
Max Schwimmer in seinem Atelier, 1930er Jahre

Max Schwimmer (* 9. Dezember 1895 in Leipzig; † 12. März 1960 ebenda) war ein deutscher Maler, Grafiker und Illustrator.

## Leben
Schwimmer war der Sohn des Fabrikbuchbinders Richard Schwimmer. Er besuchte in Leipzig das Lehrerseminar. Im Anschluss war er mehrere Jahre im Schuldienst im erzgebirgischen Obersaida und in Marienberg. Im Ersten Weltkrieg wurde er als Soldat eingezogen. Nach der Rückkehr aus dem Krieg begann er 1919 an der Leipziger Universität mit dem Kunstgeschichts- und Philosophie-Studium. In dieser Zeit liegen die Anfänge seiner künstlerischen Tätigkeit. Außerdem fand er Anschluss an die antibürgerliche Kabarett-Szene, die von Hans Reimann, Erich Weinert, Slang und Ringelnatz dominiert war. Er arbeitete für die Satirezeitschriften Die Aktion und Der Drache. Mit Hilfe Johannes R. Bechers gelang es Schwimmer, sich in der linken Kunstszene zu etablieren. Er betätigte sich auch als Buchillustrator, so 1925 für Die roten Strassen von Walter Steinbach im linksgerichteten Roter Türmer Verlag Leipzig.
Nach einer Reise durch Frankreich und Italien begann Schwimmer die Lehrtätigkeit an der Kunstgewerbeschule der Stadt Leipzig. 1922 heiratete er die Grafikerin Eva Götze (1901–1986), mit der er zwei Töchter hatte (Gabriele * 1923, Francis * 1925) hatte. Sie lebten seit 1925 in Leipzig-Gohlis. Das Paar trennte sich 1933. Nach der „Machtergreifung“ der Nationalsozialisten wurde Schwimmer 1933 sofort aus dem Lehramt entlassen. Er blieb jedoch Mitglied der der Reichskammer der bildenden Künste und war nachweislich 1936 und 1940 auf der Großen Leipziger Kunstausstellung und 1938 auf der Jahresschau Leipziger Künstler des Leipziger Kunstvereins vertreten.

1937 wurden im Rahmen der deutschlandweiten konzertierten Aktion „Entartete Kunst“ nachweislich acht seiner Bilder aus dem Museum der bildenden Künste Leipzig beschlagnahmt und bis auf eines vernichtet.  Schwimmer widmete sich nun mehr der Buchillustration, bis 1944 erschienen über 25 von ihm illustrierte Titel. 1939 wurde er in Leipzig zum Sanitätshilfsdienst eingezogen, bald darauf aber wieder entlassen. 1943 heirateten Max Schwimmer und die Malerin Ilse (Ilske) Naumann (1915–1969). Am 24. August 1944 wurde Max Schwimmer endgültig zur Wehrmacht eingezogen. Nach einem Vorbereitungslager in Komotau wurde er Ende September 1944 zur Wachmannschaft des Kriegsgefangenenlagers Stalag IV B in Mühlberg/Elbe verlegt. Im April 1945 flüchtete die Wachmannschaft des Kriegsgefangenenlagers nach Altenburg in die amerikanische Besatzungszone. Schwimmer schlug sich zu Fuß zu seiner Frau nach Wohlbach im Vogtland durch.

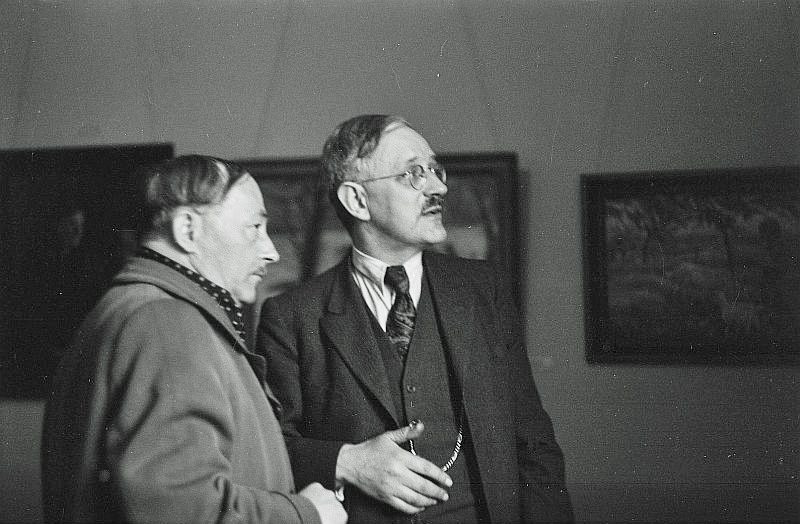
Max Schwimmer (links) und Conrad Felixmüller (1950)

Nach Kriegsende trat er der KPD bei. Er wurde Direktor der Kunstgewerbeschule der Stadt Leipzig und erhielt 1946 eine Berufung als Professor und Leiter der Abteilung Graphik an die Staatliche Akademie für Graphische Künste und Buchgewerbe. Dort war er von 1946 bis 1950 tätig. 1951 wurde er infolge einer gezielten Kampagne von seiner Tätigkeit entbunden. Am 29. Oktober 1951 wurde er offiziell an die Dresdner Hochschule für Bildende Künste als Leiter der Abteilung Grafik berufen, wo er bis zu seinem Tod blieb.
Schwimmer starb infolge eines Herzinfarkts. Am 23. März 1960 fand auf dem Friedhof Leipzig-Lindenau die Urnenbeisetzung statt.
Max Schwimmer zählt als expressiver Realist zu den bedeutenden Malern Sachsens des 20. Jahrhunderts. Er war Mitglied des Verbands Bildender Künstler der DDR und seit 1952 der Akademie der Künste und hatte in der DDR eine bedeutende Zahl von Einzelausstellungen und Ausstellungsbeteiligungen, u. a. 1949, 1953, 1958 und 1962/1963 an der 2. bis Fünften Deutschen Kunstausstellung in Dresden.
Zum im Besitz der Stadtbibliothek Leipzig befindlichen Nachlass des Künstlers zählen 72 Gemälde, 30 Gouachen, 1494 Aquarelle, 1880 Zeichnungen, 2335 Buchillustrationen. Darunter befinden sich 1267 Werke aus dem Besitz Ilske Schwimmers, der zweiten Frau Max Schwimmers.

## Auszeichnungen
- 1955: Vaterländischer Verdienstorden in Silber
- 1956: Nationalpreis der DDR II. Klasse für seine Illustrationen zu Heines Wintermärchen und Beaumarchais’ Figaros Hochzeit

## Darstellung Schwimmers in der bildenden Kunst
- Eugen Hamm: Max Schwimmer (Öl auf Leinwand, 60,5 × 50,5 cm, 1923; 1937 als „entartet“ aus dem Museum der bildenden Künste Leipzig beschlagnahmt und vernichtet)[8]

## 1937 als „entartet“ aus dem Museum der bildenden Künste Leipzig beschlagnahmte Werke
- Hafen mit Schiffen (Aquarell; Verbleib ungeklärt)
- Prophet (Lithografie, 46,5 × 27,5 cm, 1921; WV George 310; zerstört)
- Parkweg (Lithografie, 21 × 46 cm, 1921; zerstört)
- Tänzerin en face (Radierung, 12 × 9,2 cm, 1921; zerstört)
- Akt (Lithografie, 1923; zerstört)
- Bordell in Neapel (Lithografie, 10 × 13,8 cm, 1924; WV George 20; zerstört)
- Sanatorium (Radierung, 1924; zerstört)
- In Erwartung der Gäste (Radierung, 11,2 × 13,4 cm, 1924; WV George 19; zerstört)